# Santa Clara del Mar
Santa Clara del Mar es una ciudad de la costa atlántica bonaerense, ubicada en el litoral del mar Argentino, al este de la provincia de Buenos Aires. Es la localidad más poblada del partido de Mar Chiquita, aunque la cabecera del mismo es Coronel Vidal. Se ubica a 386 km al sudeste de la ciudad de Buenos Aires y 18 km al norte de Mar del Plata.

## Historia
La localidad fue fundada por Antonio Orensanz, sobre un predio de 400 ha que había pertenecido a Clara de Anchorena y Mercedes Anchorena.
Una tarde de diciembre de 1947 "luminosa y de mar calmo", como relata Don Antonio en su libro "Orígenes de Santa Clara del Mar y Otras Localidades" (I.S.B.N.950-43-0928-3), Antonio visita la fracción que se le ofrecía para la compra y considerando las virtudes geográficas así como también el enorme desafío que implicaría una urbanización de esa magnitud, presenta una contraoferta con términos y condiciones de compra, que luego de ser aceptada por la parte vendedora, da lugar al nacimiento de Santa Clara del Mar.
Mediante la propuesta del fundador y por aprobación unánime de la sociedad, se decide nombrar al nuevo pueblo Santa Clara del Mar, en alusión a la antigua propietaria de las tierras. A sus calles, se decide darles nombres de reconocidos balnearios del mundo.

El 28 de mayo de 1948, se firma del acta que da comienzo a la Sociedad Santa Clara del Mar S.R.L y se ponen en marcha los planes y obras de desarrollo urbanísticos. Entre las obras de inicio se destacan la reforma e instalación integral de la "Hostería del Viejo Contrabandista" en el edificio existente que pertenecía a la antigua estancia, la instalación de la primera usina eléctrica, la apertura de calles, el asfaltado y arbolado e iluminación de las avenidas principales, la portada de entrada al pueblo con sus dos edificios laterales, la construcción de los primeros doce chalets en puntos estratégicos del loteo, la construcción del primer balneario urbanizado con escaleras de hormigón armado para bajar a la playa y espigón de pesca, entre otras importantes mejoras.
José María Orensanz, hermano menor de Antonio y Socio Fundador, trabajaba en el área de publicidad y en la supervisión de obras. José María fue una figura clave a la hora de dar el toque final a los trabajos realizados y en la organización de la gran fiesta de inauguración.
El 20 de febrero de 1949 se inaugura Santa Clara del Mar con todas las obras terminadas y una generosísima fiesta que se estima, convocó a más de ocho mil personas, entre ellos, deportistas, artistas, y figuras destacadas de la época. La celebración incluyó una carrera de natación en el mar con llegada a las playas de Santa Clara donde se hizo el copetín de "las sirenas", un monumental asado criollo, una exhibición de acrobacia aérea, música en vivo y baile.
En 1955 se inaugura la Escuela primaria n.º 8 "Martín Miguel de Güemes".
En el año 1964, se finaliza la pavimentación de la ruta provincia RP 11, desde Mar del Plata hasta Santa Clara del Mar, la misma había sido iniciada en 1958.
El 27 de abril de 1967, se conecta a la red de alta tensión. Un mes después, las líneas telefónicas fueron inauguradas.
En el año 1968, se pavimenta la Ruta Atlántida que une la Autovía 2 en el "km 386" con la entrada de Santa Clara del Mar. El 1 de diciembre de 2006 se inaugura la repavimentación de este acceso.
A partir de la década de 1980 se han creado numerosas instituciones, entre ellas:  Sociedad de Fomento SCASEMAR y Biblioteca Hans Sailer, Club Social y Deportivo Santa Clara, Centro de Jubilados Renacer, Museo de Ciencias Naturales Pachamama, Escuela de Enseñanza Media N.º 1, Bomberos Voluntarios, categorización a Subcomisaría Santa Clara del Mar, etc.

## Geografía y población
Santa Clara tiene 4 km², limitada al noreste por Camet Norte, al sudeste por el mar y al oeste por la ruta provincia N.º 11. Cuenta con una población de 4857 habitantes.
El aglomerado Santa Clara del Mar cuenta con 7,713 habitantes (Indec, 2010), lo que representa un incremento del 48% frente a los 5,204 habitantes (Indec, 2001) del censo anterior. Incrementándose considerablemente en enero y febrero. El aglomerado incluye además de a Santa Clara del Mar a las localidades de Atlántida, Santa Elena, Playa Dorada, Camet Norte, y Frente Mar.
| Gráfica de evolución demográfica de Santa Clara del Mar entre 1980 y 2010 |
|                                                                           |
| Fuentes: INDEC                                                            |

## Turismo
Balcón de los Santos
El Archivo y Museo Histórico del Partido de Mar Chiquita, El Cine Arte y Videoteca Municipal "Amarcord", la Audioteca Municipal y el Centro de Artesanías Americanas, funcionan en la histórica casa "Balcón de los Santos" diseñada y construida por José María y María Luisa Orensanz en la década de 1950, ubicada frente al mar (al actual Club de Pesca), sobre un médano en Costanera Orensanz 516 de Santa Clara del Mar.

El público local o turístico puede visitarla, con entrada libre y gratuita, todos los días del año a partir de las 19 h; en el invierno: viernes, sábados y feriados: a partir de las 18 h, y domingos a partir de las 15 h.

### Playas
Santa Clara del Mar tiene una oferta en cuanto a sol y arena constituida por siete playas que se encuentran divididas por espigones de piedra. El acceso a las mismas es libre y cuenta con servicio de guardavidas durante todo el verano. La geografía es bastante particular ya que en sólo algo más de un kilómetro el relieve cambia de playas cortas de arena compacta con barrancos a playas extensas con médanos bajos. Además de la diversidad y riqueza natural, la falta de edificios altos en la línea de la costa hace que la experiencia de vivir a pleno sol y aire puro se prolongue mucho más. Para quienes gusta del confort y la vida moderna, ofrece balnearios que cuentan con todos los servicios necesarios.

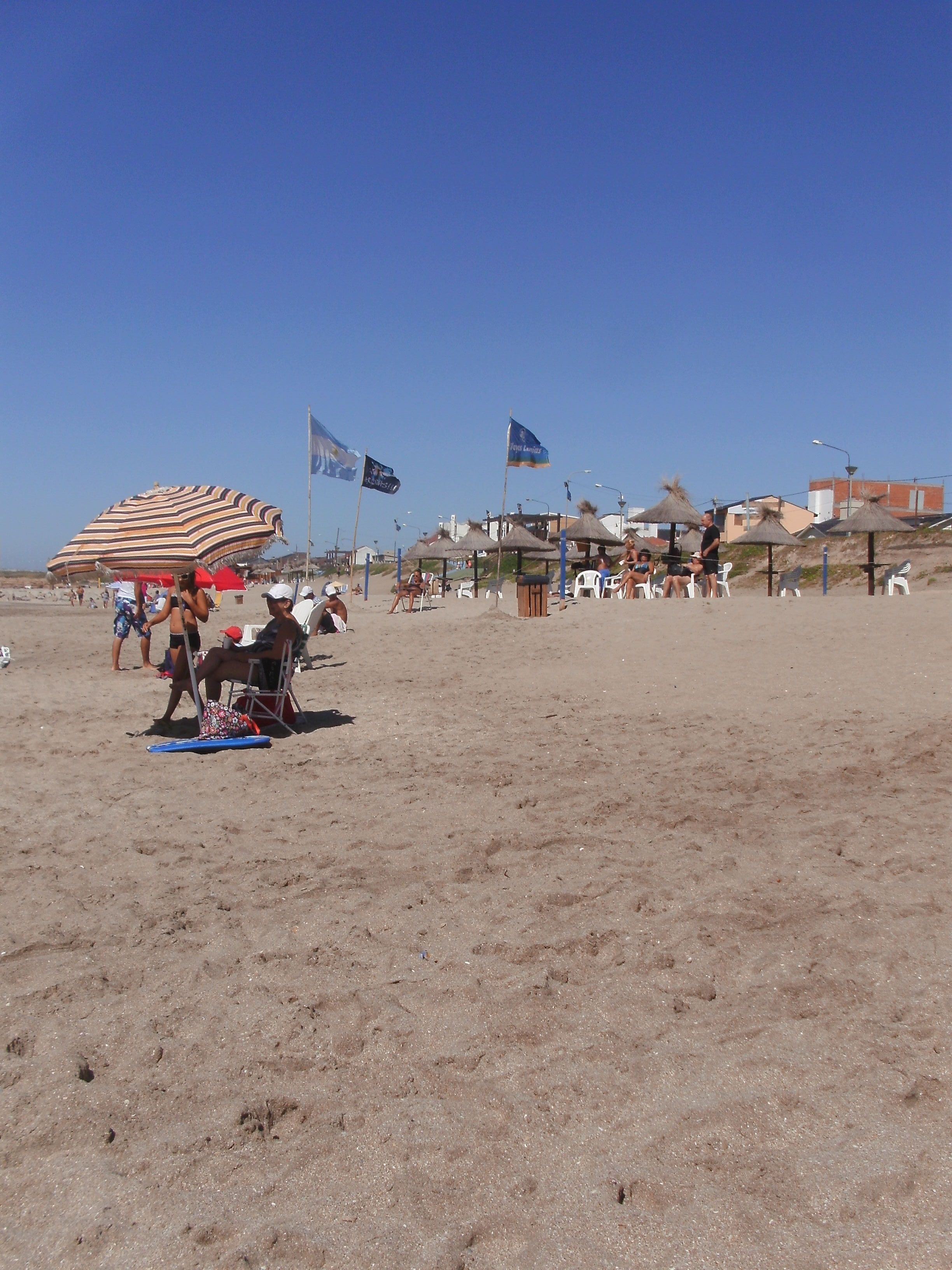
Playa Santa Clara

#### Balnearios
- El Mirador
- La Larga
- Costa Soñada
- California Beach
- Summer
- El Morro

### Fiesta Nacional de la Cerveza artesanal
En el año 2000, un grupo de productores cerveceros junto a la excomisión de apoyo al turismo (CODETUR), la Secretaría Municipal de Turismo deciden crear una fiesta con identidad propia, a partir de esa premisa se decide tomar como eje central de la fiesta a esta bebida espumosa que desde hacía 20 años estaba presente en la localidad.
La Fiesta Nacional de la Cerveza Artesanal es un evento de nivel nacional que comienza en la primera semana de febrero. Entre sus principales atractivos, se encuentra un gran número de eventos musicales con artistas de nivel nacional. Los shows se desarrollan por la noche, justo después de la hora de cenar.
En gastronómica, presenta desde comidas típicas alemanas hasta la tradicional culinaria criolla, así como también los platos con pescados y mariscos de la zona. Se completa con la degustación de diferentes tipos de cervezas artesanales, que son aportadas por las diferentes casas cerveceras que concurren cada año, ya sean locales o invitadas.
La fiesta propone juegos de destrezas, exposiciones variadas, venta de artesanías, shows de humor, desfiles y elección de la «reina de la Cerveza».

## Parroquias de la Iglesia católica en Santa Clara del Mar
| Diócesis  | Mar del Plata     |
| --------- | ----------------- |
| Parroquia | San Clara de Asís |